# Wet vervoer gevaarlijke stoffen
De Wet vervoer gevaarlijke stoffen (WVGS) is een wet die sinds 12 oktober 1995 bestaat in Nederland. De wet werd ingevoerd als vervanger van de oude wet Gevaarlijke Stoffen uit 1963. 
De Wet vervoer gevaarlijke stoffen heeft als doelstelling het bevorderen van de openbare veiligheid bij het vervoer van gevaarlijke stoffen. Dit betekent het voorkomen van schade, of hinder voor mens, dier en het milieu als gevolg van dit vervoer centraal staat in deze wet.

## Internationaal vervoer
Voor internationaal vervoer heeft Nederland het ADR-akkoord ondertekend. 

## Vervoer gevaarlijke stoffen
De algemene van deze wet is dat het vervoer van gevaarlijke stoffen buiten de bebouwde kom blijft. Daarnaast hebben de gemeenten de mogelijkheid om een verplichte route vast te stellen. In de wet is een hoofdstuk opgenomen waarin de wettelijkheid bevoegdheid aan gemeenten is gegeven om route en parkeervoorzieningen aan te wijzen voor het vervoeren van routeplichtige stoffen. Het vaststellen van de route betekent dat de gemeenten een of meerdere wegen in in haar grondgebied aanwijst waarop de gevaarlijke stoffen uitsluitend vervoerd mogen worden. 
De gemeente is echter niet verplicht te routeren. In 2005 hebben ongeveer 140 Nederlandse gemeenten gerouteerd voor gevaarlijke stoffen. Zonder routering geldt dan de algemene regel dat het vervoer van gevaarlijke stoffen de bebouwde kom zo veel mogelijk dient te vermijden. Op grond van artikel 11 van de wet geldt het gebod dat als de chauffeur die er niet hoeft te laden, lossen of niet redelijkerwijs kan aantonen dat er geen alternatieve route buiten de bebouwde kom voorhanden is, dat hij er niet mag rijden. Voor gemeenten met een routering is afwijken van die route een ontheffing nodig. 
De door de gemeente vastgestelde routering geldt alleen voor routeplichtige stoffen. Op de lijst VLG (Regeling Vervoer over Land van Gevaarlijke stoffen) staat een lijst met meest gevaarlijke stoffen. Voor stoffen die op de lijst staan, moeten de vervoerders van de stoffen zich houden aan de routering. Voor stoffen die niet op de lijst staan geldt de hoofdregel: vermijd de bebouwde kom. Niet alle gevaarlijke stoffen zijn dus routeplichtig. Zo staan het consumentenvuurwerk en benzine niet op de lijst van VLG. De VLG benoemt ook de tunnels waarover gevaarlijke stoffen mogen worden vervoerd. De routering is vooral van toepassing van bulktransport van in de lijst opgenomen gevaarlijke stoffen. Stukgoederen zijn over het algemeen niet routeplichtig. 
Bij de keuze wel of geen routering spelen lokale zaken zoals de omvang van verkeersstroom gevaarlijke stoffen, spreiding zenders en ontvangers, lokale wegenomstandigheden een rol. Voor bedrijven betekent niet routeren minder rompslomp met de aanvraag van ontheffingen. In 2003 is de werking van de wet wvgs geëvalueerd.  
Routering van vervoer van gevaarlijke stoffen is een goed voorbeeld van het onderwerp dat een gemeentegrensoverschrijdende aanpak gewenst is. Consequente routering vereist goede aansluiting op het provinciale en nationale wegennet en afstemming tussen de gemeenten onderling. Daarom zijn de gemeenten in 2005 aangevangen met de afstemming.

Route voor bepaalde gevaarlijke stoffen
Gesloten voor voertuigen met bepaalde gevaarlijke stoffen

## Overige handelingen van de wet
De WVGS is een integrale kaderwet. Naast het vervoer zelf vallen ook handelingen gerelateerd aan het vervoer onder deze wet.
In artikel 2 van de Wet vervoer gevaarlijke stoffen wordt in lid 1 bepaald dat deze wet van toepassing is op:
- het vervoeren van gevaarlijke stoffen met een vervoermiddel over land, per spoor en over binnenwateren;
- het vervoer met een vervoermiddel over land, per spoor en over binnenwateren aanbieden en aan-nemen  van gevaarlijke stoffen;
- het laten staan en het laten liggen van een vervoermiddel, waarin of waarop zich gevaarlijke stoffen of resten daarvan bevinden;
- het beladen van een vervoermiddel met gevaarlijke stoffen en het lossen van die stoffen daaruit;
- het nederleggen van gevaarlijke stoffen tijdens het vervoer.

Alle internationale regelgeving voor het vervoer van gevaarlijke stoffen wordt in de Nederlandse regelgeving geïmplementeerd door het Besluit vervoer gevaarlijke stoffen (BVGS).
Veiligheidsadviseur 
Ondernemingen die gevaarlijke stoffen vervoeren, bewerken of opslaan zijn verplicht om een veiligheidsadviseur in dienst te nemen of in te huren. Dat geldt voor vervoer over land, zee en door de lucht.